# Atletica leggera ai Giochi della XV Olimpiade - Lancio del disco maschile

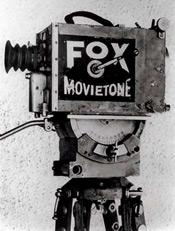
Video della Finale (immagini a colori)

La competizione del lancio del disco maschile di atletica leggera ai Giochi della XV Olimpiade si è disputata il giorno 22 luglio 1952 allo Stadio olimpico di Helsinki.

## L'eccellenza mondiale
| Campione olimpico 1948   | 52,78      | Adolfo Consolini | Presente |
| Primatista europeo       | 55,47 1950 | Adolfo Consolini | Presente |
| Primatista mondiale      | 56,97 1949 | Fortune Gordien  | Presente |
| Primatista stagionale    | 55,91      | Simeon Iness     | Presente |
| Vincitore dei Trials USA | 53,29      | Simeon Iness     | Presente |

1. ↑  Fino al 20 luglio.

## Risultati

### Turno eliminatorio
Qualificazione: 46,00 m
Diciassette atleti ottengono la misura richiesta.

La miglior prestazione appartiene ad Adolfo Consolini, con 51,89 m.
Gruppo A
| Pos. | Atleta              | Nazione          | Misura | Lanci | Lanci | Lanci |
| Pos. | Atleta              | Nazione          | Misura | 1°    | 2°    | 3°    |
| ---- | ------------------- | ---------------- | ------ | ----- | ----- | ----- |
| 1    | Adolfo Consolini    | Italia           | 51,89  | 51,89 |       |       |
| 2    | Fortune Gordien     | Stati Uniti      | 50,34  | 38,84 | 45,61 | 50,34 |
| 3    | Otto Grigalka       | Unione Sovietica | 48,93  | 43,21 | 48,93 |       |
| 4    | Simeon Iness        | Stati Uniti      | 48,90  | 48,90 |       |       |
| 5    | James Dillion       | Stati Uniti      | 47,92  | 47,92 |       |       |
| 6    | Ferenc Klics        | Ungheria         | 47,63  | 44,61 | 47,63 |       |
| 7    | Boris Butenko       | Unione Sovietica | 46,43  | 46,43 |       |       |
| 8    | Stein Johnson       | Norvegia         | 45,19  | 40,36 | 45,11 | 45,19 |
| 9    | Friðrik Guðmundsson | Islanda          | 45,00  | 45,00 | n     | 43,38 |
| 10   | Oskar Häfliger      | Svizzera         | 44,73  | 38,90 | n     | 44,73 |
| 11   | Lucien Guillier     | Francia          | 43,88  | 43,88 | 43,88 | n     |
| 12   | Kristian Johansen   | Norvegia         | 43,46  | 41,76 | 43,46 | n     |
| 13   | Josef Hipp          | Germania         | 43,38  | 39,62 | n     | 43,38 |
| 14   | Hernán Haddad       | Cile             | 42,89  | n     | 42,89 | 41,47 |
| 15   | Arvo Huutoniemi     | Finlandia        | 42,79  | 40,07 | 42,79 | 42,51 |
| 16   | Raymond Kintziger   | Belgio           | 41,46  | 40,63 | 41,46 | 37,49 |
| 17   | Uri Gallin          | Israele          | 40,76  | n     | 40,76 | 40,36 |

Gruppo B
| Pos. | Atleta                  | Nazione          | Misura | Lanci | Lanci | Lanci |
| Pos. | Atleta                  | Nazione          | Misura | 1°    | 2°    | 3°    |
| ---- | ----------------------- | ---------------- | ------ | ----- | ----- | ----- |
| 1    | Nikolaos Syllas         | Grecia           | 47,84  | 47,84 |       |       |
| 2    | Roland Fritz Nilsson    | Svezia           | 47,18  | 47,18 |       |       |
| 3    | Per Stavem              | Norvegia         | 46,74  | 46,74 |       |       |
| 4    | Giuseppe Tosi           | Italia           | 46,59  | 46,59 |       |       |
| 5    | Gino Roy Pella          | Canada           | 46,58  | 46,58 |       |       |
| 5    | Jørgen Munk Plum        | Danimarca        | 46,58  | 46,58 |       |       |
| 7    | Jean Maissant           | Francia          | 46,47  | 45,45 | 44,24 | 46,47 |
| 8    | Veikko Nyqvist          | Finlandia        | 46,41  | 46,41 |       |       |
| 9    | Boris Matveyev          | Unione Sovietica | 46,31  | 42,18 | 46,31 |       |
| 10   | Konstantinos Giataganas | Grecia           | 46,05  | 44,88 | 46,05 |       |
| 11   | Heikki Olavi Partanen   | Finlandia        | 45,71  | 45,71 | 40,41 | 45,33 |
| 12   | Mark Pharaoh            | Gran Bretagna    | 45,24  | 43,99 | 45,05 | 45,24 |
| 13   | Ian Reed                | Australia        | 45,12  | 41,51 | 45,12 | 44,24 |
| 14   | Þorsteinn Löve          | Islanda          | 44,28  | 44,27 | 43,73 | 44,28 |
| 15   | Nuri Turan              | Turchia          | 41,45  | 38,31 | 41,45 | 39,52 |

### Finale
La gara è dominata dall'americano Simeon Iness, che batte il record olimpico di Adolfo Consolini (52,78) con ciascuno dei suoi sei lanci. Inoltre, i tre migliori lanci della gara sono tutti suoi.

Anche Consolini, campione uscente, si migliora (di 1 metro esatto), ma non basta per salire sul gradino più alto del podio. Il più deluso è il primatista mondiale Gordien, che è protagonista di una gara incolore e rimane ai piedi del podio.
| Pos.    | Atleta                  | Età | Nazione          | Misura | Lanci | Lanci | Lanci | Lanci | Lanci | Lanci |
| Pos.    | Atleta                  | Età | Nazione          | Misura | 1°    | 2°    | 3°    | 4°    | 5°    | 6°    |
| ------- | ----------------------- | --- | ---------------- | ------ | ----- | ----- | ----- | ----- | ----- | ----- |
| Oro     | Simeon Iness            | 22  | Stati Uniti      | 55,03  | 53,47 | 54,60 | 55,03 | 53,49 | 54,13 | 52,83 |
| Argento | Adolfo Consolini        | 35  | Italia           | 53,78  | 51,69 | 53,78 | 53,45 | 50,63 | 50,08 | 51,20 |
| Bronzo  | James Dillion           | 23  | Stati Uniti      | 53,28  | 52,47 | 48,06 | 51,76 | 53,28 | n     | 52,28 |
| 4       | Fortune Gordien         | 29  | Stati Uniti      | 52,66  | 52,52 | 52,66 | 51,71 | 51,48 | n     | 49,93 |
| 5       | Ferenc Klics            | 28  | Ungheria         | 51,13  | 48,74 | 49,07 | 51,13 | n     | 49,79 | n     |
| 6       | Otto Grigalka           | 27  | Unione Sovietica | 50,71  | 50,71 | n     | 47,84 | n     | n     | n     |
| 7       | Roland Fritz Nilsson    | 27  | Svezia           | 50,06  | n     | 48,90 | 50,06 |       |       |       |
| 8       | Giuseppe Tosi           | 36  | Italia           | 49,03  | 45,85 | 49,03 | 48,97 |       |       |       |
| 9       | Nikolaos Syllas         | 37  | Grecia           | 48,99  | 48,99 | 48,36 | 47,17 |       |       |       |
| 10      | Boris Matveyev          | 22  | Unione Sovietica | 48,70  | 47,27 | 44,47 | 48,70 |       |       |       |
| 11      | Boris Butenko           | 29  | Unione Sovietica | 48,15  | n     | 43,66 | 48,15 |       |       |       |
| 12      | Veikko Nyqvist          | 35  | Finlandia        | 47,72  | 47,72 | 45,99 | 46,63 |       |       |       |
| 13      | Jørgen Munk Plum        | 26  | Danimarca        | 47,26  | 38,73 | 45,20 | 47,26 |       |       |       |
| 14      | Gino Roy Pella          | 22  | Canada           | 46,63  | n     | 46,63 | 45,47 |       |       |       |
| 15      | Konstantinos Giataganas | 31  | Grecia           | 46,23  | 42,40 | 46,23 | n     |       |       |       |
| 16      | Per Stavem              | 26  | Norvegia         | 46,00  | 39,78 | n     | 46,00 |       |       |       |
| 17      | Jean Maissant           | 26  | Francia          | 43,40  | 43,40 | 42,11 | 35,82 |       |       |       |